# ドルジェ・タク

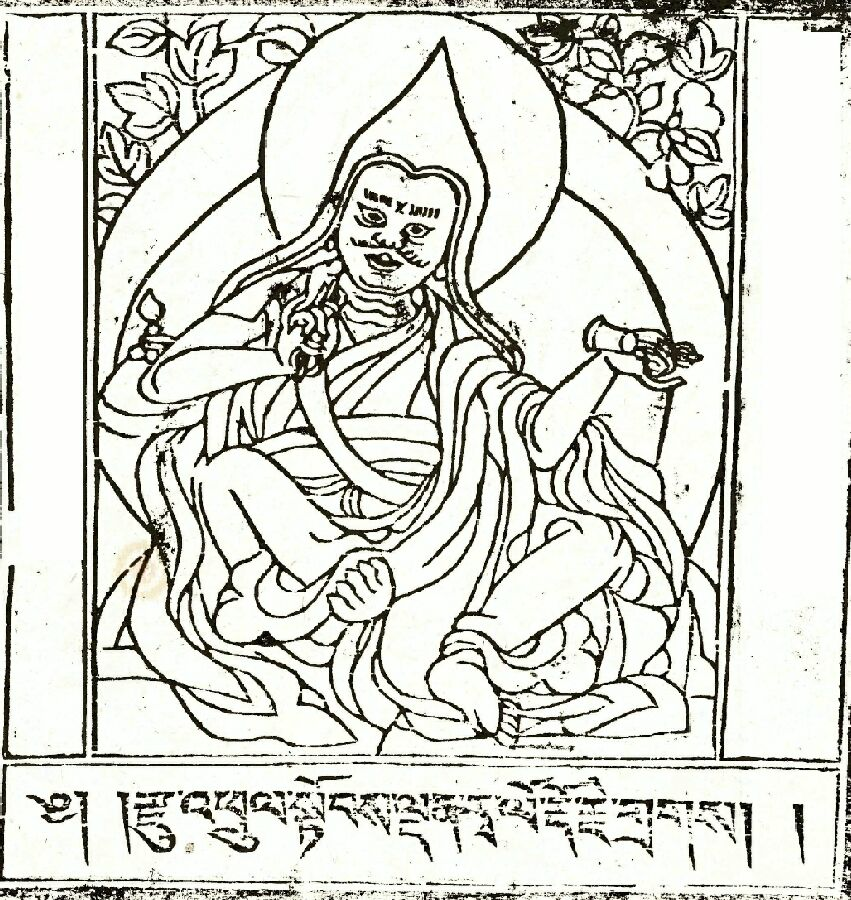
ラ訳経官ドルジェ・タク

ドルジェ・タク、またはラ・ロツァワ・ドルジェタク（蔵: རྭ་ལོ་ཙ་བ་རྡོ་རྗེ་གྲགས་པ།、rwa lo tsā ba rdo rje grags）は、チベットの密教僧・訳経僧。ヴァジュラバイラヴァ（大威徳明王）の度脱法で知られる。

## ヴァジュラバイラヴァの度脱法
ネパールの密教者バローはヴァジュラバイラヴァの法を「ありとあらゆるタントラのなかでも、精髄中の精髄で、他の真言に比べ一三の要諦で圧倒的に深く優れ、外道を調伏し成仏させる法である」と、評している。
ヴァジュラバイラヴァの行法を駆使した呪術師として最も有名なのが、バローの弟子、ラ訳経官ドルジェ・タク（rwa lo tsā ba rdo rje grags、ラ・ロツァワ・ドルジェタク）である。

### 相承
16世紀のチベットで活躍した、ラマで歴史家であるターラナータの記した『インド仏教史』は、ヴァジュラバイラヴァの法が人間界にもたらされた経緯について、以下のように伝えている。
曰く、ヴァジュラバイラヴァの法は、ゲルク派・カギュ派の本初仏であるヴァジュラダラ（持金剛仏）によって説かれたという。まず、ジュニャーナ・ダーキニーに伝えられ、ウッディヤーナという密教の理想郷といわれる地に保存された。ある時、長年、文殊菩薩を信仰していた、ナーランダ僧院の学僧ラリタヴァジュラ(Lalitavajra)が、その法を成就した。そして、文殊菩薩の啓示を受けたラリタヴァジュラは、ウッディヤーナへ出かけ、ダルマガンジャ（聖典庫）という坐所へ赴き、当地の試練を受けた末、ヴァジュラバイラヴァの妃であるヴァジュラヴェーターリー(Vajravetālī)の恩恵を得て、ヴァジュラバイラヴァの法の灌頂を受けた。未来の衆生のために、彼が聖典庫からヤマーリをはじめとしたタントラを招こうと望むと、聖典を守るダーキニーから「7日間の間に記憶できたものを人間界に伝えること」を許された。そこで、ラリタヴァジュラは、文殊菩薩の助力を得て記憶できるだけのものを脳裏に刻みつけ、7日後に、今日に伝わる形でのヤマーンタカ系のタントラ、儀軌などのテキストを人間界に伝えることができたという。
そうして、人間界に齎されたヴァジュラバイラヴァの法は、その後、アモーガヴァジュラ、パドマヴァジュラ、そして、ネパールの密教行者バロー・チャクドゥムへと伝わり、1100年前後にバローからチベットのラ訳経官ドルジェタクの手に伝えられると、彼の手でヴァジュラバイラヴァの法はチベットの地において普及されるようになった。年月が経ち、ヴァジュラバイラヴァを守護尊とするツォンカパが現れる。ツォンカパは守護尊の法である『ヴァジュラバイラヴァ』を重視したことで、彼のひらいたゲルク派でも尊崇され、現在に至る。

### ドルジェ・タクの実践
ドルジェ・タクが行った行法とは、次のようなものである。まず、自身を主尊ヴァジュラバイラヴァと同化させ一体化したと観想する。次に、明妃ドルジェ・ロ・ラン・マと一体となったパートナーと性的ヨーガを実践し、宇宙にあまねくありとあらゆる如来・菩薩たちを口の中から心臓へ取り込む。そして、それを体外へ放出し、五つの門のヴァジュラバイラヴァマンダラを構成する。これを繰り返し、最終的には、ドルジェタク自身が完全にヴァジュラバイラヴァそのものであると体得し、単身で瞬時にヴァジュラバイラヴァ（淫欲相）へと変化するというものだった。
この行法の霊力により、敵対者より送られた尊格を術で拘束し戦意喪失させ支配下におく、虚空より顕現した尊格を口の中から心臓へ取り込み、それを放出して敵対者へ送り込む、といった使用がなされた。
ドルジェタクはこの呪術により、悪人や外道の者のみならず、同じチベット密教行者、ヒンドゥー教徒・イスラム教徒などの異教徒、敵対する者達を、次から次へ度脱（呪殺を参照）し、これを慈悲の実践とした。
ただし、この思想はその後のチベット密教の教理の歴史において完全に否定されている。

### 有力者ディキムパを度脱
ドルジェタクは、師バローよりヴァジュラバイラヴァを伝授されてすぐ、故郷へと帰郷した。しかし、地元の有力者ディキムパと部下の兵隊達により、家は荒らされていて、絶世の美女だった彼の妻は略奪され、兄弟は投獄、父母は殴る蹴るの暴行をうけていた。これに激怒したドルジェタクは、すぐさま、覚えたてのヴァジュラバイラヴァの法を実践した。ヴァジュラバイラヴァと一体となり敵を打ち懲らしめると思念すると、ディキムパと一派が住む町や村は粉微塵に粉砕され、彼らの身体もまた跡形もなくなり、文殊菩薩のいる浄土へ瞬時に導引されていった。震え上がった残りの敵対者たちは、ドルジェタクに平伏し、妻と財産は無事かえってきたという。

### 密教行者コン・サキャ・ロドを度脱
ドルジェタクが最初に対峙した密教行者は、誇り高い密教呪術の名門家出身で、サキャ派の祖コンチョク・ギェルポの父コン・サキャ・ロドだった。コンは、名門としての自負心から、素性のしれない同業者のドルジェタクを忌み嫌い、呪殺を図った。
コンは、二八人のイーシュヴァリー（自在母）を顕現させ、ドルジェタクへと嗾（けしか）けたという。ドルジェタクは、これを、ヴァジュラバイラヴァの行法で自身を同化させ迎えうった。ヴァジュラドルジェタクが、真言を唱え印を結ぶと、自在母たちは動きを封じられ、苦痛に身をよじらせた。そして、ヴァジュラドルジェタクが「私に従わないのなら、即刻焼き殺す」と脅すと、自在母たちは震え上がり配下に加わったという。
これに、腹を立てたコンは、聞くに堪えないくらい口汚くドルジェタクを罵った。誹謗中傷を無視し続けていたドルジェタク、そこへ、観音菩薩が顕現しコンを度脱せよと託宣をうける。この言葉を、重く受け止めたドルジェタクは、それに従いコンを度脱した。ほどなくしてコンは死去した。
しかし、これが仇となり、コンを崇拝していたニュクグの民衆が怒り狂って軍勢を伴い、ドルジェタクを襲ったという。ドルジェタクは、やむをえずヴァジュラバイラヴァの修法で、軍勢を威圧した。すると、山崩れや大嵐などの天変地異が引き起り、多くの死傷者が続出したため、生き残った者たちは恐怖のあまりドルジェタクの配下になったという。
なお、「度脱」に関しては、本来は漢訳仏典において「解脱すること。永遠の平安を得る。解放される。生死の苦海を渡り、さとりの彼岸に至ること。」「煩悩の束縛から解放し、苦の世界（現実）から楽の世界（理想、仏の世界）へ渡すこと。済度すること。救う。導き入れる。（衆生を）迷いの世界から救出し、解脱させること。迷いのきずなを断ち切ること」を意味している。ドルジェタクは、敵対者を呪殺することを慈悲に基づく度脱であると称した。そのために本記事の文脈中では、あたかも「度脱」が呪殺と同義であるかのように記述しているが、実際にはこのような語義は含まれていない。